# Moliterno
Moliterno község (comune) Olaszország Basilicata régiójában, Potenza megyében.

## Fekvése
A megye délnyugati részén fekszik. Határai: Castelsaraceno, Grumento Nova, Lagonegro, Lauria, Montesano sulla Marcellana, Sarconi és Tramutola.

## Története
A várost a 9. században alapították a longobárdok.

## Népessége
A népesség számának alakulása:

## Főbb látnivalói
- Santa Maria Assunta-templom
- Santa Maria del Vetere-templom
- Santa Croce-templom
- Madonna del Carmine-templom
- Santa Maria del Rosario-templom